# The Mellons
The Mellons — американський музичний гурт, заснований у 2020 році в Солт-Лейк-Сіті, штат Юта.
Музика гурту була класифікована як бароко поп, сонячний поп, психоделічний рок, рок-н-рол.
Гурт підписав контракт з лейблом Earth Libraries. 
Перший альбом гурту, Introducing…The Mellons, вийшов 21 жовтня 2022 року.

## Історія

### Становлення
Гурт The Mellons був створений приблизно в 2020 році. Учасники гурту, Ендрю Бек і Роб Джепсон, познайомилися під час першого року навчання в середній школі в Прово, штат Юта.
Ендрю Бек є колишнім і раннім учасником гурту Imagine Dragons, а з 2008 року виступає в різних гуртах. 
Після останнього сольного релізу Бека, в 2019 році, під час пандемії COVID-19, Бек і Джепсон вирішили створити гурт разом з Деннісом Фуллером і Яном Френсісом. Гурт записав першу пісню «What a Time to be Alive».
Пізніше гурт підписав контракт з інді-лейблом Earth Libraries.

### Музичний стиль і впливи
Музичний стиль гурту The Mellons в основному описують як психо-поп 60-х і бароко-поп.
Звучання гурту навіяно альбомом гурту The Beach Boys, Pet Sounds.
Джепсон стверджував, що старші брати та сестри познайомили його з музикою таких виконавців, як Cat Stevens, Van Morrison, The Beatles, Simon & Garfunkel, згодом це допомогло йому сформувати музичні уподобання у стилі 60-х.
Ендрю Крістіансен (Andrew Christiansen) з журналу SLUG, заявив, що звучання гурту схоже на поєднання The Beach Boys, The Turtles і Harpers Bizarre.

### Запис альбому Introducing... The Mellons!
На початку 2020 року гурт The Mellons почав записувати свій перший альбом у студії No. 9 Studios у Солт-Лейк-Сіті.
27 жовтня 2021 року гурт The Mellons випустив свій дебютний сингл «So Much To Say» разом із музичним відео, яке зрежисував Ендрю Бек, а зняв Бреннен Бейтман (Brennen Bateman). 
У 2022 році гурт анонсував вихід дебютного альбому «Introducing... The Mellons!» 16 вересня 2022 року. Прем'єра кліпу на їхній сингл «What a Time to be Alive» відбулася 20 травня 2022 року. Музичне відео зрежисував Ендрю Бек, а зняв Бреннен Бейтман.
28 липня 2022 року гурт The Mellons випустив свій третій сингл з альбому, «Hello, Sun».

## Склад гурту
- Ян Френсіс (Ian Francis) — перкусія, барабани,
- Денні Фуллер (Denney Fuller) — бас, валторни,
- Ендрю Бек (Andrew Beck) — вокал, гітара, клавіші,
- Роб Джепсон (Rob Jepson) — вокал, гітара, клавіші.

## Дискографія
| Альбом                  | Інформація про альбом                                                       | Сингли                                                          |
| ----------------------- | --------------------------------------------------------------------------- | --------------------------------------------------------------- |
| Introducing…The Mellons | - Реліз: 21 жовтня, 2022 - Лейбл: Earth Libraries - Формат: Digital, Vinyl. | 1. "So Much to Say" 2. "What a Time to Be Alive" 3. "Hello Sun" |